# Mario Riorda
Mario Riorda (Villa Ascasubi, provincia de Córdoba, Argentina, 15 de mayo de 1972) es un académico, docente, politólogo e investigador argentino. Se desempeña como asesor y consultor comunicacional político, orientando estrategias electorales, de comunicación gubernamental y comunicación de crisis para gobiernos y partidos políticos en Argentina y en otros países de América Latina.

## Biografía
Mario Riorda nació en Villa Ascasubi (Departamento Tercero Arriba), provincia de Córdoba, el 15 de mayo de 1972. No obstante, como su familia habitaba en el ámbito rural, su nacimiento en dicha localidad cordobesa fue puramente circunstancial, ya que no tenían vínculos con ese pueblo. Cuando tenía cuatro años de edad, su familia se mudó a la localidad vecina de Hernando, donde Riorda vivió hasta mudarse a la ciudad de Córdoba para cursar estudios universitarios.

## Trayectoria académica
Es licenciado en Ciencia Política por la Universidad Católica de Córdoba, magíster en Política y Gestión Pública por la Universidad Empresarial Siglo 21 en colaboración con la Universidad de Georgetown de Estados Unidos de América, y doctorando en Comunicación Social, con especialidad en asuntos públicos, por la Universidad Austral de Argentina. A los 30 años de edad, asumió como decano de la Facultad de Ciencia Política y Relaciones Internacionales de la Universidad Católica de Córdoba, ejerciendo dicho cargo por dos períodos consecutivos. Luego ejerció como director general del Instituto Federal de Gobierno de esa institución de estudios universitarios cordobesa.
Fue Director de la Maestría en Comunicación Política de la Escuela de Posgrados en Comunicación de la Universidad Austral. La maestría apunta a brindar herramientas de gestión a los funcionarios, equipos de comunicación, asesores y consultores de los gobiernos nacionales, intermedios y locales, dirigentes partidarios y sociales y periodistas, en un contexto en el que la democracia no garantiza una adecuada representación política. De esta manera, la maestría trata de concientizar sobre la importancia de gobernar y gestionar las crisis, además de comprender las dinámicas electorales, pero sin asociar la comunicación al  marketing político. Se piensa en la construcción de la legitimidad desde la comunicación política.
Como docente, Riorda dicta regularmente asignaturas, seminarios de posgrado y cursos de capacitación sobre temas de política, comunicación gubernamental, comunicación de crisis y  campañas electorales en muchos países (Argentina, España, México, EE. UU., Perú, Uruguay, Bolivia, Paraguay, Colombia, Chile, Ecuador, República Dominicana).
Algunas de las Universidades en las que ha impartido docencia son: la Universidad Austral, la Universidad Católica de Córdoba, la Universidad Nacional de Córdoba, la Universidad Nacional de Cuyo y la Universidad Nacional de Rosario, todas en Argentina. A nivel internacional se destacan, el Instituto Universitario de Investigación Ortega y Gasset y la Universidad de Murcia (España), Universidad Complutense de Madrid, George Washington University, Georgetown University  en EE. UU., el Jurado Nacional de Elecciones (Perú), la Universidad Católica del Uruguay Dámaso Antonio Larrañaga, el ITESO de Guadalajara (México), la Universidad EAFIT y la Universidad Javeriana de Bogotá (Colombia), la Universidad Internacional del Ecuador, Universidad San Francisco de Quito, Escuela Superior Politécnica del Litoral ESPOL (Ecuador), entre otras más. 

## Actividad profesional
Riorda trabajó en más de 180 procesos electorales y asesoró a más de 90 gobiernos de todos los niveles en América Latina en cuestiones de estrategia y comunicación política, legitimación de procesos de políticas públicas, construcción de visiones de gobierno, gestión de comunicación en situaciones de crisis públicas y en actividades de capacitación. Actualmente trabaja en campañas de gran escala, sean presidenciales, de gubernaturas o grandes alcaldías en la región. 
Fue Presidente de la Asociación Latinoamericana de Investigadores en Campañas Electorales (ALICE) por dos períodos, la institución académica más importante dedicada a la investigación en comunicación política de habla hispana. 
Se desempeñó como secretario de la Sociedad Argentina de Análisis Político (SAAP), Vicepresidente de la Asociación Argentina de Consultores Políticos (ASACOP) y miembro del Foro Iberoamericano sobre Estrategias de Comunicación (FISEC). Ha sido miembro del Consejo de Administración de CIPPEC y formó parte de la Comisión de Expertos para la Reforma Política en la Provincia de Córdoba. Además, es miembro de varios comités académicos internacionales de posgrados y revistas especializadas. Además realiza análisis regulares y es columnista para los principales medios de comunicación de Argentina y de distintos países de la región. Además, es miembro de varios comités académicos internacionales y realiza análisis regulares para diferentes medios de comunicación de Argentina y de distintos países. Se destacan: Clarín, la Nación, Perfil, Cronista, la Voz del Interior, Redacción Mayo, el Estadista, el Comercio (Perú), Agenda Pública (España), entre otros.
Su prestigiosa trayectoria le permitió posicionarse como un notable activista en comunicación política. Su pilar académico fundamental en la última década, es su especialización en la gestión de crisis y con mucha actividad pública desde la irrupción de las crisis de confrontación en América Latina de 2019 y 2020 y máxime con la aparición de la pandemia del COVID-19.
Es el creador, conductor y coproductor de la serie documental “En el Nombre del Pueblo”, la serie televisiva que consta de 6 capítulos filmada en 10 países de América Latina. Significó un rodaje de 400hs más 400hs de edición, 50 personas involucradas durante dos años, 60 expertos entrevistados, 150 locaciones y 250 ciudadanos que forman parte. Fue coproducida por Señal Colombia, Jaque Content y Mario Riorda, con apoyo de Amen Montevideo y FM Productores, representa un viaje por la comunicación política en América Latina. Resultó Ganadora del Premio TAL a la “Mejor serie con perspectiva latinoamericana” en la entrega de los premios TAL que apuntan al reconocimiento y promoción de la excelencia y la calidad en la producción de contenidos que realiza las televisoras públicas y culturales del continente). La ceremonia se realizó en DOC Montevideo, en Uruguay, durante julio de 2018.
Es el conductor y productor del cortometraje “Paren un poco”, que describe la acelerada metamorfosis de la Comunicación Política. Fue coproducida por Jaque Content, Mario Riorda y Circo agencia. Su contenido llama a prestar atención para intentar entender lo que está pasando y sus consecuencias porque, cuando se ve cambiar la Comunicación Política, es la política misma la que en definitiva cambia y con ella, impacta en las vidas de todos. Su estreno fue realizado el 28 de julio de 2023, por TV Pública. 
Ha realizado trabajos de consultoría y capacitación para gobiernos a escala nacional, subnacional y en un centenar de municipios en toda América Latina, así como para Partidos Políticos en diferentes niveles de decisión y en más de 150 de elecciones.
- BID (Banco Interamericano de Desarrollo)
- ANSES (Administración Nacional de la Seguridad Social)
- PNUD (Programa de Naciones Unidas para el Desarrollo)
- Presidencia de la Nación Argentina
- Jefatura de Gabinete de Ministros de la Nación Argentina
- IFES (International Foundations for Electoral Systems), EE. UU.
- CFI (Consejo Federal de Inversiones)
- JNE (Jurado Nacional de Elecciones), Perú
- ONPE (Organización Nacional de Procesos Electorales), Perú
- Instituto Universitario de Investigación Ortega y Gasset en Iberoamérica
- YPFB (Yacimientos Petrolíferos Fiscales Bolivianos)
- EBY (Empresa Binacional Yaciretá)
- INAES (Instituto Nacional de Asociativismo y Economía Social)
- Gobierno de la Provincia de Buenos Aires
- Gobierno de la Ciudad Autónoma de Buenos Aires
- Gobierno de la Provincia de Córdoba
- Gobierno de la Provincia de Santa Fe
- Gobierno de la Provincia de Río Negro
- Gobierno de la Provincia de Misiones
- Gobierno de la Provincia de Mendoza
- Gobierno de la Provincia de Catamarca
- Gobierno de la Provincia de Tucumán
- Gobierno de la Provincia de Neuquén
- Gobierno de la Provincia de La Rioja
- Gobierno de la Provincia de Tierra del Fuego
- Gobierno del Estado de Veracruz, México
- Gobierno de la Ciudad de Córdoba
- Gobierno de la Ciudad de Rosario
- Gobierno de la Ciudad de Mar del Plata
- Gobierno de la Ciudad de Lanús
- Gobierno de la Ciudad de Posadas
- Gobierno de la Ciudad de Río Grande
- Gobierno de la Ciudad de Zapopan, México
- Gobierno de la Ciudad de La Rioja
- Gobierno de la Ciudad de Mar del Plata
- Gobierno de la Ciudad de Corrientes
- Gobierno de la Ciudad de Lanús
- Gobierno de la Ciudad de Necochea
- Gobierno de la Ciudad de Villa María
- Gobierno de la Ciudad de Villa Carlos Paz
- Gobierno de la Ciudad de Cipoletti
- Ministerio de Educación de la Nación¸ Argentina
- Ministerio del Interior y Transporte de la Nación, Argentina
- Ministerio de Obras Públicas de la Nación, Argentina
- Ministerio de Comunicaciones de la Nación, Argentina
- Ministerio de Economía de la Nación, Argentina
- INAES (Instituto Nacional de Asociativismo y Economía Social)
- Ente de Cooperación Recíproca de Municipios y Comunas de la Provincia de Córdoba
- Sindicato de Luz y Fuerza
- Sindicato UEPC
- Movimiento Popular Fueguino, Argentina
- Juntos Somos Río Negro
- Frente de Todos, Argentina
- Frente Amplio, Uruguay
- PRD, Oaxaca, México
- PT, Oaxaca, México
- PAN, Jalisco, México
- PRI, Colima, México
- PRI, Sonora, México
- PRI, Oaxaca, México
- Va por Sonora, México
- Morena, Acapulco, México
- MAS, Bolivia
- Acción por la República, Argentina
- Córdoba en Acción, Argentina
- Cambiemos, Córdoba
- Frente Amplio, Uruguay
- Frente Cívico y Social, Argentina
- Frente Grande, Argentina
- Frente para la Victoria, Argentina
- Frente Renovador, Argentina
- Frepaso, Argentina
- Partido Justicialista, Argentina
- Partido LyDer, Argentina
- Partido Nacional, Uruguay
- PRI, Veracruz, México
- Revolución Ciudadana, en las elecciones presidenciales de 2025, Ecuador
- Unidos por Buenos Aires, Argentina
- Unión Cívica Radical, Argentina
- Unión del Centro Democrático, Argentina
- Unión por Córdoba, Argentina
- Unión Vecinal Federal, Argentina
- ENEA Consulting para Latinoamérica
- Consultor del PNUD, como "Technical Assistance Service for Advice, Design and Implementation of Communication Strategies" para organismos electorales, desde 2023.
- Consultor de capacitación para miembros de mesa para apoyar al departamento de capacitación de la Oficina Nacional de Procesos Electorales (ONPE) del Perú en preparación para las elecciones del 11 de abril. Proyecto de IFES para asistir a la ONPE en adaptar y modernizar su estrategia de comunicaciones para la educación al votante, con un enfoque en redes sociales y medios tradicionales; así como a desarrollar e implementar una creativa estrategia de comunicaciones sobre los protocolos de bioseguridad para mitigar la pandemia COVID-19 en las elecciones presidenciales de 2021. IFES (International Foundations for Electoral Systems), 2021.
- Consultor “Apoyo Técnico en la revisión del desempeño comunicacional de la plataforma MapaInversiones COVID-19 Argentina, Políticas de transparencia para una gestión más efectiva” en apoyo al Ministerio de Obras Públicas de la Nación. ATN/AA-15799-AR, AR-T1166 para el BID (Banco Interamericano de Desarrollo), 2020, 2021.
- Director del Proyecto de Planificación Estratégica “Visión Catamarca” para el Gobierno de la Provincia de Catamarca (2007-2008). Diagnósticos cuantitativos y cualitativos: 44 entrevistas a funcionarios provinciales jerárquicos, 78 encuestas semiestructuradas a funcionarios jerárquicos y medios, 43 entrevistas a actores provinciales relevantes, 14 informes de expertos de áreas, 1 encuesta provincial de opinión pública,  relevamientos y análisis de documentos.
- Director del Proyecto de Legitimación de Políticas Públicas complejas (CFI, 2010).
- Director del estudio Binacional: “Hoja de Ruta Política-Técnica para el Proceso de Legitimación de Mega Represas Binacionales” (EBY). Estudio para impactos en las provincias de Río Grande do Sul (Brasil), Misiones y Corrientes (Argentina) (2009-2010). Diagnósticos cuantitativos y cualitativos: 3000 encuestas poblaciones en los tres estados afectados por proyectos, 58 entrevistas a dirigentes sociales en las localidades probablemente afectadas y entrevistas en profundidad a Gobernadores e Intendentes, talleres técnicos especializados, informes de 6 expertos externos focalizados en experiencias internacionales, positivas y negativas para poder interpretar los procesos por los que atravesaron y los resultados obtenidos, y análisis de documentación técnica especializada.
- Consultor del proyecto BOL/98216-3660/17 – “Consultoría Internacional: Desarrollo de capacidades de las y los Asambleístas sobre comunicación legislativa”, en el marco del proyecto BOL/98216., Vicepresidencia de la Nación y PNUD, Bolivia. 2017.

Fue el director de uno de los estudios de comunicación política comparada más grandes a escala internacional, llamado “Perfil del Gobernauta Latinoamericano” y desarrollado a través del BID (Banco Interamericano de Desarrollo). El estudio incluye un análisis de 407 cuentas de redes sociales que incluyen gobernantes y entidades públicas sub-nacionales de 61 ciudades latinoamericanas de más de un millón de habitantes. Se trabajó con big data y entrevistas a las administraciones locales.
También fue responsable del proyecto y director del estudio “El Gobernauta Argentino en Twitter (2016): Comunicación Gubernamental Digital en Argentina” (Estudio sobre el Perfil de los Gobernantes Argentinos en Twitter). Proyecto que desarrolló una matriz de análisis sobre el perfil de los gobernantes argentinos en Twitter, tomando como base las 23 gobernaciones y 28 principales intendencias de Argentina y, basándose en la metodología desarrollada, realizó un estudio comparado sobre el uso y características de la comunicación de los gobernantes y la ciudadanía argentina a través de BIG DATA con 1.200.000 documentos capturados y 43.500 tuits desde análisis de contenido.
Creador y socio de la Maratón en Comunicación Política (MaratónComPol), Un espacio académico para la reflexión y el aprendizaje sobre comunicación de gobierno, crisis y riesgo. Ya cuenta con nueve ediciones desde el 2016. Está dirigida a funcionarios de Gobiernos y comunicación de todos los niveles: Nacional, Provincial y Municipal; Partidos Políticos; Congreso Nacional, Legislaturas Provinciales y Concejos Deliberantes; Organismos Descentralizados y empresas del Sector Público, firmas de consultoría política; agencias de comunicación, publicidad o mercadeo; firmas encuestadoras, instituciones de la sociedad civil, gremios profesionales; medios de comunicación; sindicatos; empresas privadas; entidades interesadas en el quehacer político local, provincial y nacional. Asimismo en la lista se incluye a funcionarios y directivos de partidos, agrupaciones y movimientos políticos, quienes tengan responsabilidades en la comunicación en gobiernos, representantes de la sociedad civil con incidencia en la política, periodistas, relacionistas públicos, profesionales y estudiantes de carreras afines.

## Publicaciones
Las siguientes son las obras publicadas más destacadas, hasta el presente, por Mario Riorda:
- Ey, las ideologías existen: comunicación política y campañas electorales en América Latina [15]
- La gestión del disenso: la comunicación gubernamental en problemas [16]
- Manual de comunicación política y estrategias de campaña: candidatos, medios y electores en una nueva era[17]
- La construcción del consenso, gestión de la comunicación gubernamental. [18]
- La conquista del poder: campañas y elecciones presidenciales en América Latina, obra seleccionada entre los diez libros del año por la Asociación de Comunicación Política.[19]
- Comunicación gubernamental 360, La Crujía Ediciones, ISBN 978-987-601-215-7.[20]

- “Cambiando. El eterno comienzo de la Argentina”. Editorial Planeta, Buenos Aires, 2016. ISBN 978-950-49-5520-7

- “Gobernautas y ciudadanos: los gobernantes latinoamericanos y la gestión de redes sociales” [21]
- “Comunicación Gubernamental más 360 que nunca”, compilador junto a Luciano Elizalde. La Crujía ediciones, Buenos Aires, 2020. ISBN 978-987-601-261-4 [22]
- “Cualquiera tiene un plan hasta que te pegan en la cara. Aprender de las crisis”. Autor junto a Silvia Bentolila. Editorial Paidós, Buenos Aires, 2020. ISBN978-950-12-9948-9[23]
- Riorda M. y O. Rincón (2016) “Comunicación Gubernamental en acción: narrativas presidenciales y mitos de gobierno”[24]
- Riorda M. y D. Ivoskus (2014), la imagen política: una mirada gráfica, Ed. EPYCA, Buenos Aires.
- Riorda M. y G. S. Quesada (2023). Comunicación Política 100 x 100. Microenfoques sobre la metamorfosis de la Comunicación Política. Ed. La Crujía. Buenos Aires.

## Premios
La obra de Mario Riorda ha sido reconocida y premiada internacionalmente, recibiendo las siguientes distinciones:
- Premio Victory Awards a la mejor investigación académica del año 2013 en ciencias políticas y marketing político, y finalista en otras categorías profesionales.[25]
- Premio Eikon de Oro a la mejor estrategia de comunicación de gestión de Issue Management.
- Premio Eikon de Plata a la mejor estrategia de comunicación para redes digitales.
- Premios Victory Awards al mejor comercial para radio (Elección de Diputados Nacionales Distrito Córdoba), a la mejor pieza impresa (Hablemos de Córdoba) y a la mejor comunicación de ataque (Hablemos de Córdoba), todos los tres premios obtenidos en el año 2014.[26]
- Ganador del Premio ALACOP 2016 en categoría “Mejor aporte a la Democracia” por investigación y publicación “Gobernautas y Ciudadanos. Los gobernantes latinoamericanos y la gestión de redes sociales”, junto a Pablo Valenti, Cumbre Mundial de Comunicación Política, Quito, 2016.
- Ganador del Premio ALACOP 2016 en categoría “Mejor publicación” por investigación y libro “Gobernautas y Ciudadanos. Los gobernantes latinoamericanos y la gestión de redes sociales”, junto a Pablo Valenti, Cumbre Mundial de Comunicación Política, Quito, 2016.
- Ganador del Victory Awards en categoría “Mejor libro político del año”, junto a Omar Rincón, POLI Conference, Washington, 2016.
- Ganador del Victory Awards en categoría “Investigación Política del Año”, junto a Marcela Farre, POLI Conference, Nueva York, 2013.
- Nominado a “Mejor profesor del año en materias de marketing político”, Victory Awards, POLI Conference, Nueva York, 2013.

## Membresías destacadas
La trayectoria de Mario Riorda le permitió formar parte en distintas instituciones y organismos académicos de prestigio, dentro de los que se destacan:
- Presidente de la Junta Directiva de ALICE (Asociación Latinoamericana de Investigadores en Campañas Electorales), Murcia, 2018 a 2024.
- Miembro de la Comisión de Expertos para la Reforma Política en la Provincia de Córdoba, creada por Decreto Provincial 2192/07, 2007-2008.
- Miembro de la Junta Directiva de ALICE (Asociación Latinoamericana de Investigadores en Campañas Electorales), Madrid, 2012-2018.
- Secretario del Consejo Directivo y fundador de ASACOP (Asociación Argentina de Consultores Políticos), 2014-2016.
- Vicepresidente de ASACOP (Asociación Argentina de Consultores Políticos), 2017-2018.
- Miembro del Honorable Consejo Académico de la Universidad Católica de Córdoba, 2003-2009.
- Miembro del Consejo de Administración de CIPPEC (Centro de Implementación de Políticas Públicas para la Equidad y el Crecimiento), Buenos Aires, 2007-2011.
- Vocal titular de Comisión Directiva de la Sociedad Argentina de Análisis Político (SAAP), Buenos Aires, 2005.
- Miembro de FISEC (Foro Iberoamericano sobre Estrategias de Comunicación), Madrid, 2005 en adelante.
- Miembro del Consejo de Administración y Cofundador de la Fundación Siena (Investigación Aplicada en Políticas Públicas), Buenos Aires, 2007-2009.
- Miembro del Consejo Académico del Master en Comunicación Política e Institucional, Instituto Universitario de Investigación Ortega y Gasset, Madrid, 2008-2015.
- Miembro del Comité Científico del VII) Congreso Internacional de Comunicación Política y Estrategias de Campaña de ALICE (Asociación Latinoamericana de Investigadores en Campañas Electorales), Puebla, 2020.
- Miembro del Comité Científico del VII Congreso Internacional de Comunicación Política y Estrategias de Campaña de ALICE (Asociación Latinoamericana de Investigadores en Campañas Electorales), Murcia, 2018.
- Miembro del Consejo Académico del Máster en Comunicación Política e Institucional, Instituto Universitario de Investigación Ortega y Gasset Argentina, 2010-2014.